# Skrîțke, Nemîriv
Skrîțke (în ucraineană Скрицьке) este localitatea de reședință a comunei Skrîțke din raionul Nemîriv, regiunea Vinnița, Ucraina.

## Demografie
Componența lingvistică a localității Skrîțke
     Ucraineană (97,48%)
     Rusă (2,16%)
     Alte limbi (0,36%)
Conform recensământului din 2001, majoritatea populației localității Skrîțke era vorbitoare de ucraineană (97,48%), existând în minoritate și vorbitori de rusă (2,16%).